# (231) Vindobona
(231) Vindobona est un astéroïde de la ceinture principale découvert par Johann Palisa le 10 septembre 1882.
Son nom fait référence à Vindobona, le nom latin de Vienne, où il fut découvert.

## Compléments